# Liu Jing (nadadora)
Liu Jing (en chino tradicional, 劉京; en chino simplificado, 刘京; pinyin, Liú Jīng) (Pekín, China, 8 de marzo de 1990) es una nadadora retirada especializada en pruebas de estilo libre. Fue campeona mundial en la prueba de 4x200 metros libres en el Campeonato Mundial de Natación en Piscina Corta de 2010 y en piscina larga en el año 2009.
Representó a China en los Juegos Olímpicos de Pekín 2008 y Londres 2012.

## Palmarés internacional
| Campeonato Mundial de Natación en Piscina Corta | Campeonato Mundial de Natación en Piscina Corta | Campeonato Mundial de Natación en Piscina Corta | Campeonato Mundial de Natación en Piscina Corta |
| Año                                             | Lugar                                           | Medalla                                         | Prueba                                          |
| ----------------------------------------------- | ----------------------------------------------- | ----------------------------------------------- | ----------------------------------------------- |
| 2010                                            | Dubái (EAU)                                     | Medalla de oro                                  | 4 × 200 m libre                                 |
| Campeonato Mundial de Natación                  |                                                 |                                                 |                                                 |
| Año                                             | Lugar                                           | Medalla                                         | Prueba                                          |
| 2009                                            | Roma (Italia)                                   | Medalla de oro                                  | 4 × 200 m libres                                |
| 2011                                            | Shanghái (China)                                | Medalla de bronce                               | 4 × 200 m libres                                |